# Urbain de Maillé-Brézé
Urbain de Maillé-Brézépronuncia francese yʁbɛ̃ də maje bʁeze (Brézé, 30 marzo 1598 – 13 febbraio 1650) fu un Maresciallo di Francia durante la guerra dei trent'anni e la Guerra franco-spagnola.

## Biografia
Era sposato con Nicole du Plessis-Richelieu, sorella del Cardinale Richelieu.
Urbain de Maillé-Brézé ebbe una brillante carriera. Fu ambasciatore in Svezia nel 1631, Maresciallo di Francia nel 1632 e viceré in Catalogna nel 1641.
Urbain de Maillé-Brézé combatté in molte battaglie. Partecipò all'assedio di La Rochelle (1627–1628). Nel 1635 conquistò Heidelberg e Spira, insieme con Jacques-Nompar de Caumont, duc de La Force, a capo dell'esercito della Germania.
Nel 1635 fu collocato, insieme con Gaspard III de Coligny, a capo dell'esercito francese che invase le Fiandre. Vittoriosi nella battaglia di Les Avins contro gli spagnoli, ma l'assedio di Lovanio fu un completo fallimento.

Nel 1641, insieme con il duc de la Meilleraye, conquistò Lens in 3 giorni, Aire-sur-la-Lys (agosto) e Bapaume (settembre).
Dopo questi successi Maillé-Brézé fu fatto viceré dell'appena conquistata Catalogna. Tentò di comandare gli spagnoli di Collioure, Perpignano e Sainte-Marie, ma fallì. Nel maggio 1642 fu rimpiazzato e si ritirò dal servizio attivo per trascorrere il resto della sua vita nel suo castello a Milly-le-Meugon.

## Matrimonio e figli
Sposò il 25 novembre 1617 Nicole du Plessis-Richelieu (1587–1635), sorella del Cardinale Richelieu. Ebbero due figli:
- Jean Armand de Maillé-Brézé, (1619-1646), ammiraglio francese.
- Claire-Clémence de Maillé-Brézé, (1628–1694), sposò Louis II de Bourbon, prince de Condé